# Charles Korvin
Charles Korvin, eredeti nevén Kárpáthy Korvin Géza (Pöstyén, 1907. november 21. – Manhattan, New York, 1998. június 18.) amerikai–magyar karakterszínész.
Szülőhazájába az 1990-es évek közepén jutott el a híre a Zorro című televíziós sorozattal, ahol egy gonosz főszereplőt, a Sast, azaz José Sebastián Vargát játszotta.

## Pályafutása
Pöstyénben (ma Szlovákiában) született felvidéki magyar nemesi családban. Tanulmányait jobbára Magyarországon végezte, színészetet tanult Rákosi Szidi színiiskolájában. Később beiratkozott a párizsi Sorbonne-ra. Dolgozott rendezőként dokumentumfilmeknél és operatőrként is. 1940-ben, nem sokkal Franciaország náci-német lerohanása előtt az Egyesült Államokba települt, ahol befejezhette tanulmányait a virginiai Abingdon Színház iskolájánál dráma szakon. A Broadwayen 1943-ban tűnt fel Geza Korvin néven, amerikai állampolgárságot azonban csak 1957-ben kapott. Azután vette fel a Charles Korvin nevet, hogy a Universal Pictures szerződtette. A vállalatnál dolgozott egyébként egy másik legendává vált magyar származású színész, Lugosi Béla is. Az 1940-es években filmek tucatjaiban szerepelt, három alkalommal a híres brit színésznővel Merle Oberonnal.
A második világháború után a Szovjetunióval kialakult, hidegháborúvá fejlődött feszültség nyomán jött létre a mccarthyzmus, amelynek Charles Korvin is egyik elszenvedője lett 1951-ben. Ugyanis mivel közismerten magyar származású volt és szülőhazájában három évvel korábban kiáltották ki a népköztársaságot, így került gyanúba sok más kelet-európai származású bevándorlóval együtt. Korvin megtagadta az együttműködést az Amerika-ellenes tevékenységet vizsgáló bizottsággal, ezért fekete listára került, mivel azonban a mccarthyzmus ellen széles körű volt a társadalmi ellenállás, a munkáját folytatni tudta.
Az 1950-es évektől már nem dolgozott a Universalnak, viszont ekkortól vállalt el és lett sikeres negatív karakterek szerepében, s ezáltal teljesedett ki igazán színészi tehetsége. 1952-ben egy orosz titkos ügynök szerepét játszott el a Johnny Weissmuller-féle Tarzan vad dühe című filmben. Voltak más híres szerepei is, de kétségkívül a Zorro című televíziós sorozatban játszott karaktere volt az, ami igazán híressé tette. Sok más színész is ebben a sorozatban vált legendává: Guy Williams, Gene Sheldon, Henry Calvin, George J. Lewis, de a mellékszereplőknek is nagy hírt szerzett a mára kultuszfilmnek számító sorozat. Korvin José Sebastián Vargát, a Sast formálta meg ebben a sorozatban, aki kegyetlen, beképzelt, egoista, hataloméhes, ugyanakkor gyáva és önző alak. Szerepe szerint Kalifornia függetlenségét akarja elérni, de vezetése alatt rémuralom és elnyomás várna az országra. (Korvin egyébként nem az egyetlen magyar szereplője volt a sorozatnak. Kisebb mellékszerepben egy Charles Horvath nevű színész is felbukkant szintén negatív karaktert alakítva a második évadban.)
Korvin Manhattanben hunyt el 90 éves korában. Halála előtt öt évvel egy német nyelvű filmben, a Dann eben mit Gewalt-ban szerepelt, amelyet Rainer Kaufmann rendezett. Korvin testét elhamvasztották, majd a hamvakat az Atlanti-óceánba szórták.
Magyarországon bemutatott filmjeiben Avar István, Sinkó László, Dimulász Miklós és Kertész Péter szinkronizálta (utóbbi kettő a Zorro című sorozatban).

## Magánélete
Korvin első felesége az amerikai Helena Maria Fredricks volt akivel 1945-ben kötöttek házasságot, de akitől tíz év után elvált. Második házasságának időpontja bizonytalan, és feleségének, Natashának, akivel haláláig együtt élt, nem ismert a leánykori neve. Két gyermekük született, Edward és Katherine.
Hosszú évekig élt Svájcban, egy Klosters nevű hegyvidéki faluban. Barátai között volt Irwin Shaw és Greta Garbo is. Kedvenc hobbija volt a főzés és imádott síelni a svájci Alpokban. Egy másik közeli barátja, Julia Child Korvint a kedvenc szakácsának nevezte egy televíziós műsorban.

## Filmjei
- Berlin Express (1948)
- Studio One (1950-1957)
- Climax! (1955-1957)
- Playhouse 90 (1957-1958)
- Letter to Loretta (1957-1960)
- A fekete Zorro (1959)
- Interpol Calling (1959-1960)
- Bolondok hajója (1965)
- The F.B.I. (1966-1971)
- Aranyszöktetés (1975)
- Ha kell, erőszakkal (1993)